# Markis Haihun
Markis Haihun (海昏侯; Hǎihūnhóu) med personnamnet Liu He (刘贺; Liú Hè), född 92 f.Kr., död 59 f.Kr., var en kejsare under Handynastin i Kina, som regerade i 27 dagar under år 74 f.Kr.
Liu He var barnbarn till kejsar Han Wudi (r. 141–87 f.Kr.) som var en av de mest framstående kejsarna under Handynastin. Liu He blev kejsare 74 f.Kr. efter att hans farbror kejsar Han Zhaodi avlidit utan att ha någon arvinge.
Efter att ha regerat bara 27 dagar blev Liu He avsatt genom ett dekret utfärdat av Kejsarinnan Shangguan. Avsättningen initierades av general Huo Guang som riktade en rad anklagelser mot Liu He, att han regerat hänsynslöst, extravagant och i överdåd. Han påstod att Liu He gjort 1 127 befängda saker under sin korta regeringstid. Liu He blev av med sin kejserliga titel och ersatt av kejsar Han Xuandi (r. 74–49 f.Kr.). Han blev också skickad till sin hemprovis Jiangxi där han fick leva sitt återstående liv. Liu He är den kejsare i den kinesiska historien som suttit kortast tid på tronen. 10 år efter att han blivit avsatt fick han titeln markis Haihun av kejsar Han Xuandi. Haihun är namnet på ett mycket litet rike i norra Jiangxi. Markis Haihun avled av sjukdom i Jiangxi som 33-åring omkring år 59 f.Kr.

## Graven
2011 hittades Markis Haihuns grav på ett berg i byn Da Tangping 13 km öster om Yongxiu i Jiujiang prefektur i Jiangxiprovinsen och har sedan dess blivit utgrävd. Se: 29°01′59″N 115°56′32″Ö / 29.03306°N 115.94222°Ö. Gravplatsen som upptar 46 000 m² innehåller totalt 8 persongravar och en hästgrav med vagn. Graven är den bäst bevarade kejserliga graven från Handynastin.
Totalt har över 20 000 artefakter grävts upp från graven. Föremålen som hittats är av brons, guld, järn, jade, bambu och trä. Det är bronspengar, hov-formade guldtackor, guld-qilin, guld-kakor, guld-plattor, jade-smycken, en destillator, en hästvagn, ett brädspel (schack), en gås-formad bordslampa. Man har även hittat en bok av bambu med titeln ”fem-färgad mat-skatt” som handlar om svartkonst med mat i fem färger som representerar teorin om de fem faserna trä, eld, jord, metall och vatten. Det finns också teorier om att boken i själva verket handlar om schackteori.
I graven har man även hittat 5 000 trä- och bambustycken med texter från konfucianismens verk Analekterna, Förvandlingarnas bok och Riternas bok. Texterna av Analekterna är Qi-versionen (齐本) som varit försvunnen i ungefär 1 800 år efter att den försvann under Cao Wei och Jindynastin. Även en polerad bronsspegel med målad träram har hittats. På ramen finns den äldsta kända bilden på Konfucius, och även texter om Konfucius och hans studenter. Spegeln innehåller också den äldsta kända avbildningen av den mytologiska daoismguden Dong Wang Gong.
Begravningskistan hissades upp från graven i januari 2016 och undersökningar av kistan har pågått sedan september. Kista är den bäst bevarade kejserliga begravningskistan från Handynastin. På sigillet till kistan står namnet 刘贺 (Liu He). DNA-prov har tagits på Liu Hes tänder som förhoppningsvis kan ge svar på hur han dog och hjälpa till med identifieringen av personerna i de andra gravarna. Det har hittats handskriven text och olika symboler i botten på den yttre kistan. Betydelsen av texten är inte fastställd.
Grav nummer två på gravplatsen innehåller Markis Haihuns fru, och den är ännu inte utgrävd. Utgrävningarna av grav två, som är allvarligt skadad, beräknades starta under första halvan av 2017. I grav nummer fem har kejsarens äldsta son identifierats tillsammans med en stor mängd jade-föremål.
En del av artefakterna som är utgrävda är utställda på Jiangxi Provincial Museum i Nanchang i Jiujiang. Under 2017 påbörjades uppförandet av ett platsmuseum för Haihuns grav. Museet planerades öppna för turister 2019.

## Galleri
Fynd från Markis Haihuns grav

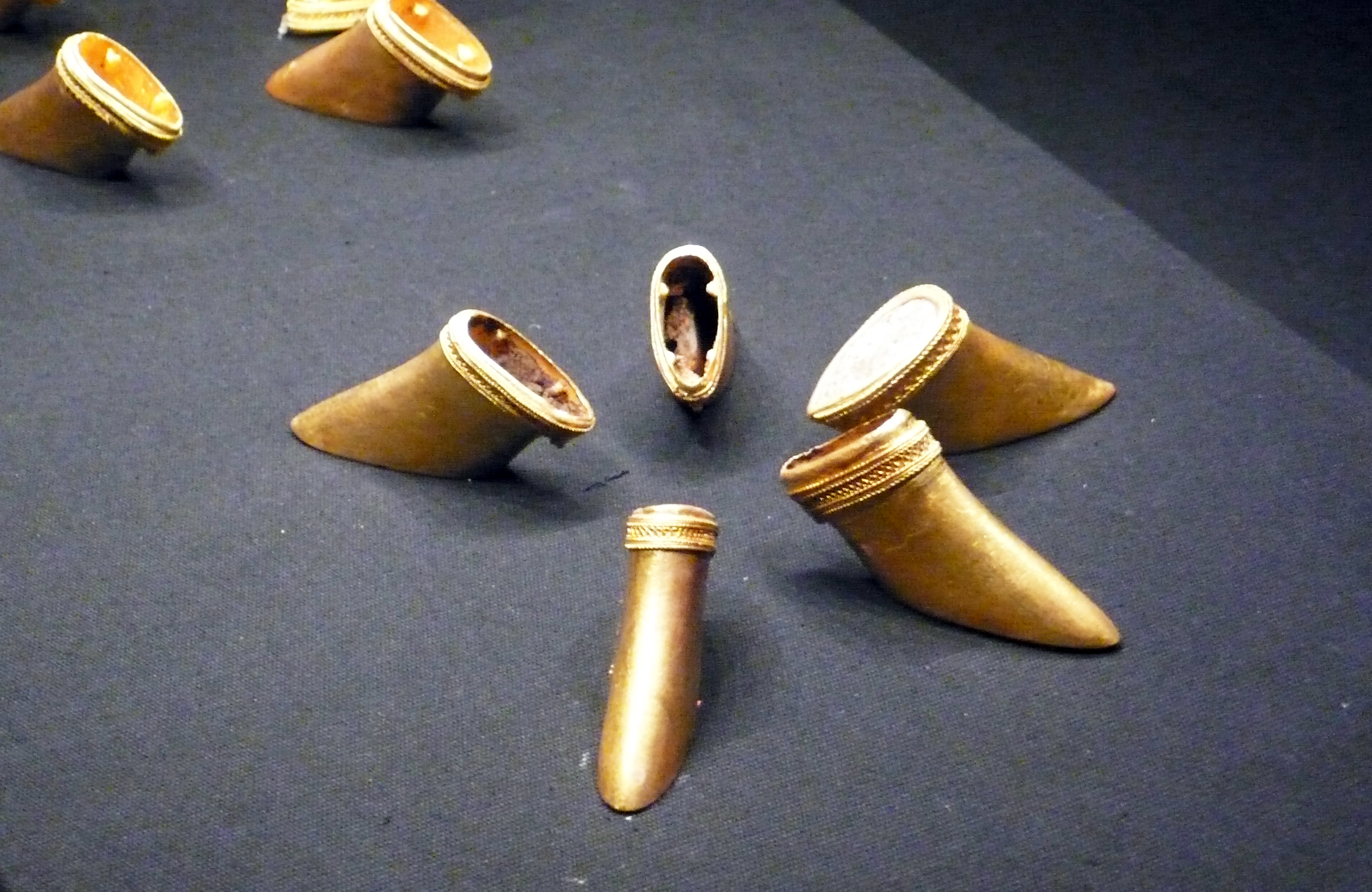
Hov-formade guldtackor.
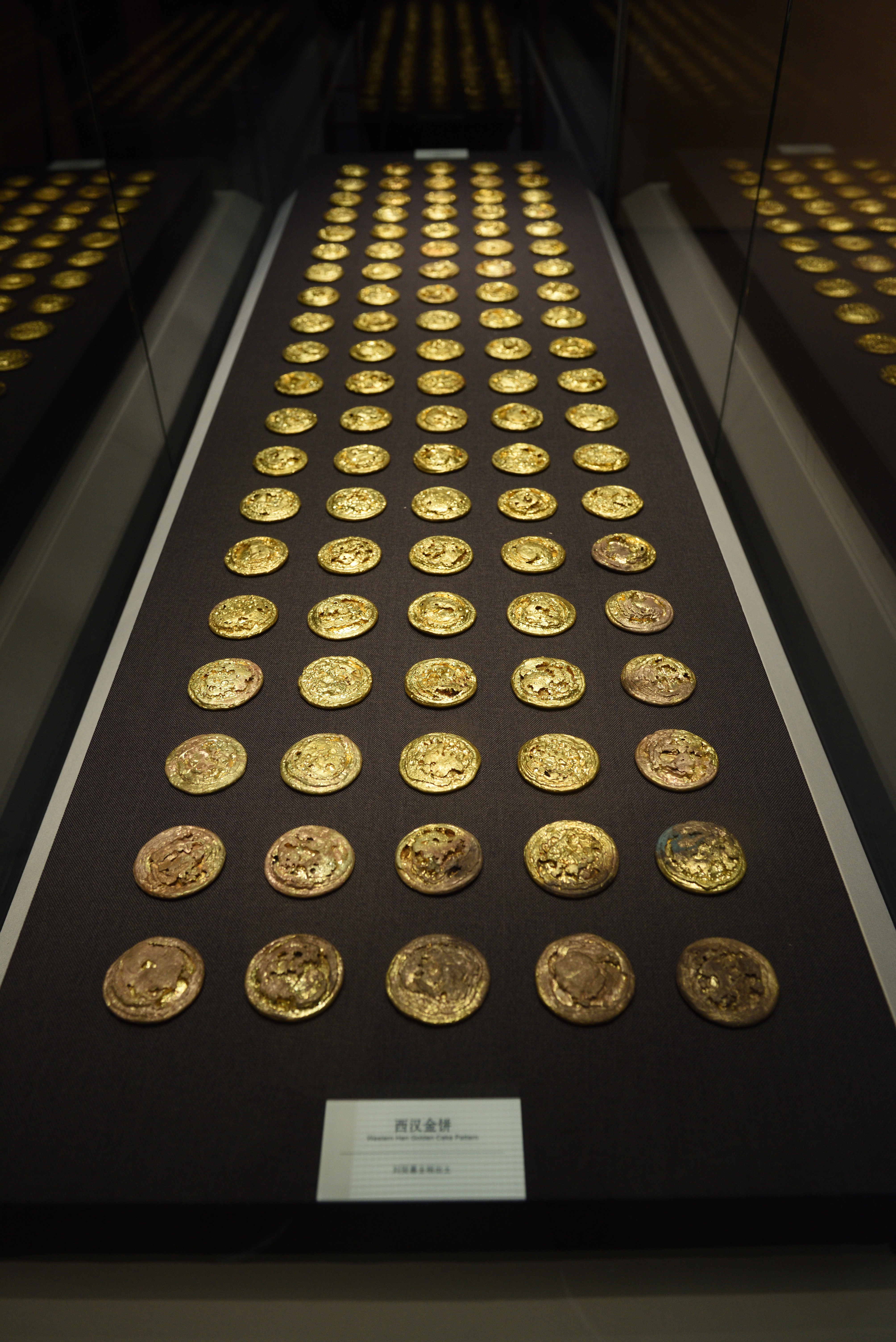
Guld-kakor.
Gås-formad bronslampa.
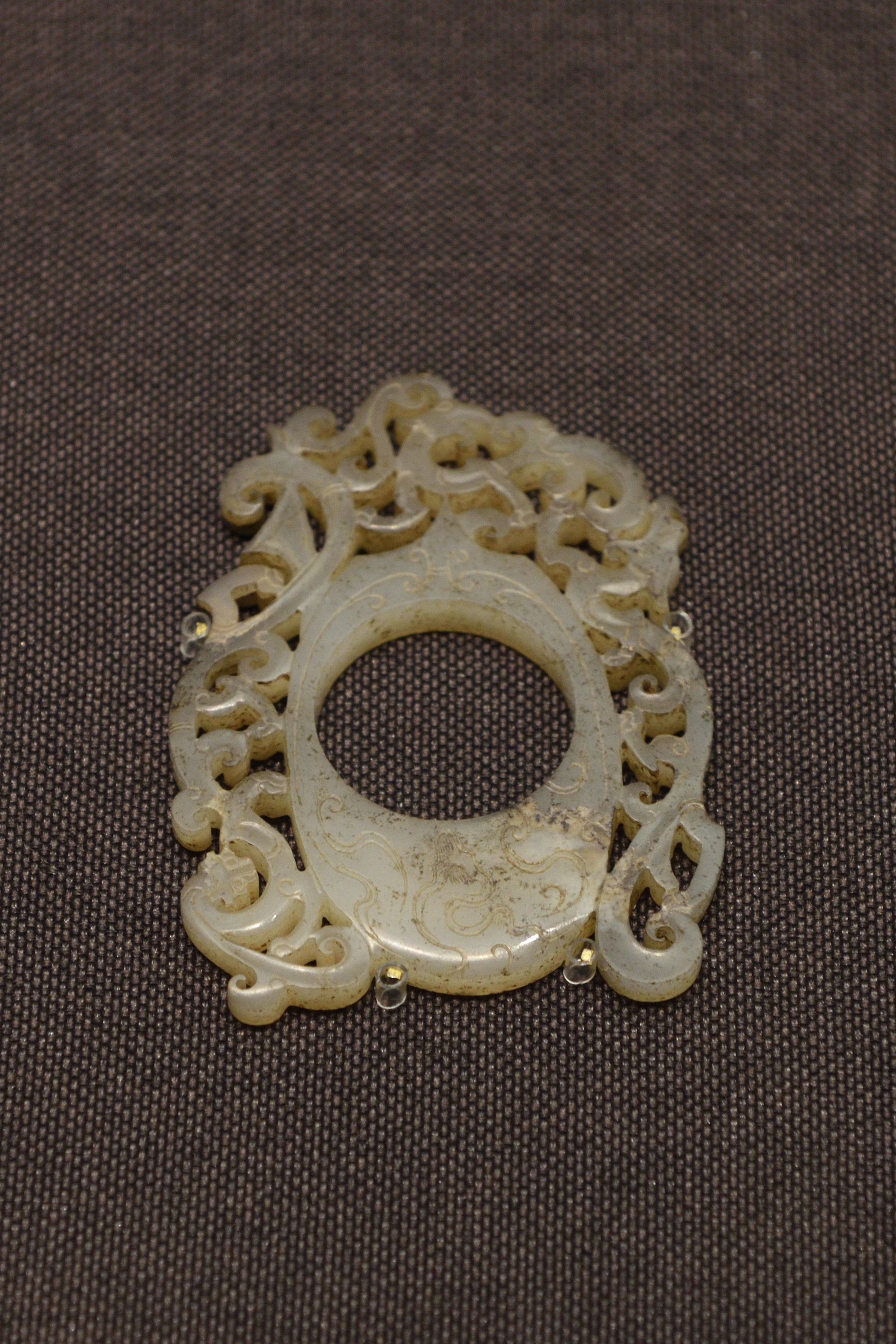
Jade-smycke.